# یرم سفلی
یرم سفلی (به لاتین: Yaram-e Sofla) یک منطقهٔ مسکونی در افغانستان است که در ولایت بغلان واقع شده‌است.